# MESAN
Mouvement pour l'Évolution Sociale de l'Afrique Noire (Nederlands: Beweging voor de Sociale Evolutie van Zwart Afrika) was een in 1949 in de Franse kolonie Oubangui-Chari (de latere Centraal-Afrikaanse Republiek) opgerichte nationalistische partij die de emancipatie van de Afrikanen nastreefde alsmede de onafhankelijkheid van Oubangui-Chari. In 1958 won de MESAN verkiezingen in de kolonie en werd haar voorzitter, Barthélemy Boganda (1910-1959), minister-president.
In 1959 werd de neef van Boganda, David Dacko, premier. Nadat in 1960 de Centraal-Afrikaanse Republiek was gesticht werd hij president en voerde in 1962 een eenpartijstelsel in met de MESAN als enige legale partij.
Generaal Jean-Bédel Bokassa, die zowel een neef van Boganda als van Dacko was, greep in 1966 de macht in de CAR en riep zich in 1976 uit tot keizer. Hij handhaafde de monopoliepositie van de MESAN en benadrukte haar rol sterk.
In september 1979 werd Bokassa ten val gebracht en werd Dacko opnieuw president. Hij schafte ten slotte de MESAN af en verving haar door de Centraal-Afrikaanse Democratische Unie. Deze partij verloor na een militaire staatsgreep in 1981 haar machtspositie.